# Eleccions al Parlament Europeu de 2019 (Grècia)
Les eleccions al Parlament Europeu es van celebrar a Grècia el 26 de maig de 2019 per escollir els 21 membres del Parlament Europeu. Les eleccions es van celebrar paral·lelament a la primera volta de les eleccions al govern local i regional, la qual cosa va suposar una gran derrota per al partit governant Syriza i va fer que el primer ministre Alexis Tsipras avancés les eleccions parlamentàries programades per al 7 de juliol de 2019.

## Resultats
|                                                      |                                                      |           |        |        |     |
| Candidatura                                          | Candidatura                                          | Vots      | %      | Escons | +/- |
|                                                      | Nova Democràcia (ND)                                 | 1,873,080 | 33.12  | 8 / 21 | 3   |
|                                                      | Coalició de l'Esquerra Radical (SYRIZA)              | 1,343,816 | 23.75  | 6 / 21 | =   |
|                                                      | Moviment pel Canvi (KINAL)                           | 436,726   | 7.72   | 2 / 21 | =   |
|                                                      | Partit Comunista de Grècia (KKE)                     | 302,603   | 5.35   | 2 / 21 | =   |
|                                                      | Alba Daurada (XA)                                    | 275,734   | 4.87   | 2 / 21 | 1   |
|                                                      | Solució Grega (Elliniki Lisi)                        | 236,347   | 4.18   | 1 / 21 | Nou |
| Front Europeu de la Desobediència Realista (MeRA25)  | Front Europeu de la Desobediència Realista (MeRA25)  | 169,635   | 3.00   | 0      | Nou |
| Curs de Llibertat (Plefsi Eleftherias)               | Curs de Llibertat (Plefsi Eleftherias)               | 90,927    | 1.61   | 0      | Nou |
| El Riu (To Potami)                                   | El Riu (To Potami)                                   | 85,934    | 1.52   | 0      | 2   |
| Unió de Centristes (EK)                              | Unió de Centristes (EK)                              | 82,084    | 1.45   | 0      | =   |
| Grècia, l'Altra Via                                  | Grècia, l'Altra Via                                  | 70,347    | 1.24   | 0      | Nou |
| Reagrupament Popular Ortodox-Unió Patriòtica Radical | Reagrupament Popular Ortodox-Unió Patriòtica Radical | 69,779    | 1.23   | 0      | =   |
| Altres                                               | Altres                                               |           |        | 0      | =   |
| Total                                                | Total                                                | 5,655,805 | 100,00 | 21     |     |